# Bungala River
Bungala River är ett vattendrag i Australien. Det ligger i regionen Yankalilla och delstaten South Australia, omkring 63 kilometer sydväst om delstatshuvudstaden Adelaide.
Runt Bungala River är det mycket glesbefolkat, med 4 invånare per kvadratkilometer. Genomsnittlig årsnederbörd är 832 millimeter. Den regnigaste månaden är juni, med i genomsnitt 159 mm nederbörd, och den torraste är januari, med 24 mm nederbörd.